# BeamNG.drive
BeamNG.drive (comúnmente abreviado como BeamNG) es un videojuego de simulación de vehículos de mundo abierto desarrollado y publicado por el desarrollador de videojuegos BeamNG GmbH, con sede en Bremen. El juego presenta una física de cuerpo blando, que simula daños realistas a los vehículos. El juego se lanzó inicialmente el 3 de agosto de 2013y estuvo disponible en Steam Early Access para Microsoft Windows el 29 de mayo de 2015.

## Desarrollo
En 2011, algunos ex-desarrolladores de Rigs of Rods se reunieron para mejorar el software de código abierto con un nuevo producto.
El 28 de mayo de 2012, el canal de YouTube de BeamNG lanzó un vídeo titulado "Física revolucionaria de cuerpos blandos en "CryEngine3"".Originalmente, BeamNG.drive iba a estar basado en CryEngine 3, pero su uso en un juego de conducción descubrió numerosos errores y el alto costo del motor, lo que llevó a que el desarrollo se transfiriera a Torque.
El sitio web de BeamNG se abrió el 8 de mayo de 2012 para dar noticias sobre el desarrollo del simulador.
El juego se sometió a votación abierta en Steam Greenlight el 12 de febrero de 2014y recibió luz verde ocho días después.
El 29 de mayo de 2015, el juego se lanzó como acceso temprano.
El 15 de junio de 2018, BeamNG anunció una asociación con Camshaft Software, con la adición de una función de exportador a Automation, el simulador de magnate de compañía de automóviles de Camshaft. Esto permite a los jugadores exportar vehículos fabricados en el juego Automation como vehículos totalmente manejables en BeamNG.drive.
El 25 de abril de 2022, BeamNG anunció que dejarían de desarrollar el juego en 32-bits para dar paso a usar nuevas tecnologías para sacarles más ventaja.
En junio de 2022, BeamNG anunció soporte experimental con Linux con versión 0.25.
El 4 de julio de 2023, BeamNG se asoció con Gambler 500, un rally que usa por lo general autos inconvencionales modificados con piezas baratas, chatarra y basura, añadiendo nuevas versiones de los autos en el juego que tengan que ver con el rally y llevándose a cabo una competición de "modding".

## Jugabilidad
BeamNG.drive presenta varios modos de juego y escenarios, como campañas y un modo contrarreloj. Las campañas son colecciones de pequeños escenarios relacionados con temas específicos, mientras que en las contrarreloj, el jugador selecciona un vehículo, un nivel, una ruta y compite contra su mejor tiempo. En el modo libre, los jugadores pueden explorar y experimentar con niveles, lo que les permite operar, colocar y manipular objetos y vehículos dentro del nivel, pero también cambiar propiedades ambientales como la gravedad y el viento. Los jugadores pueden utilizar varios objetos que van desde barreras en la carretera hasta armas para infligir daños a sus vehículos.
El juego implementa la física del cuerpo blando para controlar tanto la dinámica del vehículo como las colisiones entre objetos y vehículos.

### Físicas
BeamNG.drive utiliza una estructura física de cuerpo blando en tiempo real para simular sus vehículos. Se han escrito algoritmos para realizar las ecuaciones físicas.Se basa en gran medida en la codificación en Lua y utiliza paquetes de datos locales mediante el sistema de red Lua mientras se ejecuta el juego. El motor del juego calcula constantemente ecuaciones y problemas físicos en tiempo real durante el juego.
Los vehículos del juego consisten en una estructura de viga de nodo de cuerpo blando similar a las de Rigs of Rods. El motor de física simula una red de nodos y haces interconectados, que se combinan para formar un esqueleto invisible de un vehículo con pesos y masas realistas. En términos de la física del cuerpo blando, los vehículos se flexionan y deforman de manera realista a medida que se aplican tensiones al esqueleto, como los impactos de las colisiones.Aparte de la deformación corporal, también se produjeron diferentes efectos en varios grados de daño; como motor degradado, puertas sueltas y ventanas rotas. Si un vehículo sufre daños graves, el motor puede fallar y dejar el vehículo inutilizable. Además, los neumáticos también pueden explotar y los tanques de combustible pueden explotar después de una cantidad excesiva de colisiones.

### Modding
BeamNG.drive tiene un gran soporte para mods.Por esto, los jugadores pueden crear sus propios autos, objetos, mapas, modificaciones para vehículos, etc.

### Vehículos
El juego cuenta con 35 vehículos totalmente personalizables para crear una experiencia de manejo realista, desde sedanes, deportivos, monovolúmenes, camionetas pickup, SUV y autobuses, aunque, como se menciona anteriormente, con el soporte para mods, los jugadores pueden insertar más tipos de vehículos, como desde aviones hasta coches de Fórmula 1.
Los vehículos que vienen con el juego en si son de marcas ficticias como Ibishu (Honda), Gavril (Ford, Chevrolet) , Hirochi (Toyota, Subaru), Civetta (Ferrari), etc., que se basan en autos reales, algo parecido a la saga Grand Theft Auto, aunque con el soporte al modding, los jugadores pudieron introducir autos reales al juego, mientras otros autos que están bajo estas marcas ficticias.

## Recepción
Jack Stewart de la BBC mencionó que BeamNG.drive "ha recibido interés de la industria cinematográfica para modelar acrobacias de vehículos, de modo que puedan ser prototipados y probados de manera exhaustiva, pero a bajo costo, antes de que un conductor de acrobacias destroce un automóvil en el set".Nick Robinson de Polygon elogió la física simulada y el soporte de contenido creado por el usuario, lo que lo llevó a crear una serie de videos de 38 episodios para Polygon, "Car Boys", en la que él y Griffin McElroy destacaron el nuevo contenido de BeamNG.drive cada semana.